# Andrei Iwanowitsch Somow

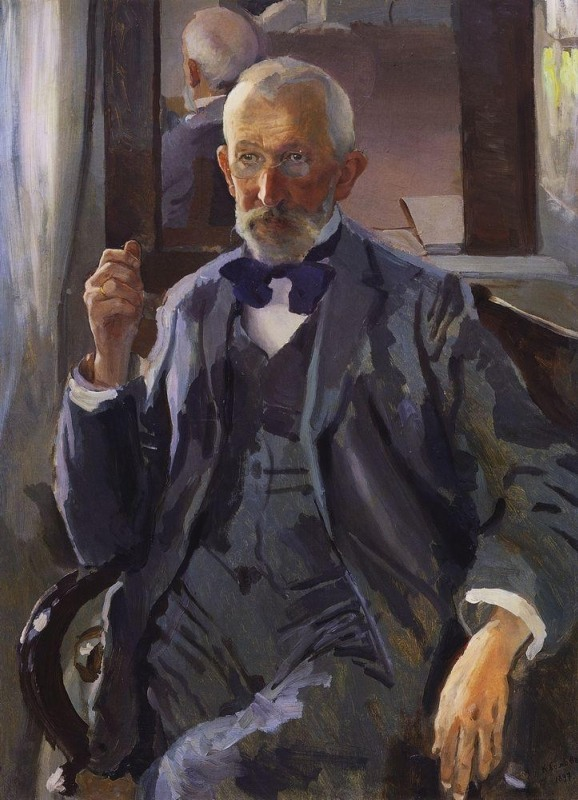
Andrei Iwanowitsch Somow (Konstantin Somow, 1897)

Andrei Iwanowitsch Somow (russisch Андрей Иванович Сомов; * 15. Maijul. / 27. Mai 1830greg. im Dorf Otrada, Ujesd Klin; † 30. Maijul. / 12. Juni 1909greg. in St. Petersburg) war ein russischer Kunsthistoriker.

## Leben
Somow stammte aus der alten Adelsfamilie Somow, die sich auf den zu Dmitri Donskoi übergegangenen Aslan-Mursa Tschelebei aus der Goldenen Horde zurückführte. Somow war das 9. von 14 Kindern Iwan Iossifowitsch Somows. 1839 wurde Somow infolge der Insolvenz seines verschwenderischen Vaters mit einem Brottransport von Moskau nach St. Petersburg geschickt, wo er von seinem 15 Jahre älteren Bruder Ossip aufgenommen wurde. Somow besuchte dort das 4. St. Petersburger (Larin-)Gymnasium und gab in seiner Freizeit Privatstunden in Mathematik. Nach dem Gymnasiumsabschluss 1849 begann er das Studium an der physikalisch-mathematischen Fakultät der Universität St. Petersburg. Dazu besuchte er die Zeichenkurse der Schule des Finanzministeriums (der späteren Zeichenschule der Kaiserlichen Gesellschaft zur Förderung der Künstler) und studierte Malerei bei Filipp Ossipowitsch Budkin. Ab 1851 gab er Mathematik-Unterricht an dem privaten Pensionat G. K. Emmes (bis 1858).
Nach dem Abschluss des Studiums 1854 lehrte Somow Mathematik und Physik am St. Petersburger Bergbau-Institut (1855–1859) und in den Offiziersklassen des Marine-Kadettenkorps (1858–1859). Ab 1856 veröffentlichte er kunstwissenschaftliche Arbeiten und war Mitarbeiter der ältesten russischen Zeitung Sankt-Peterburgskije Wedomosti. 1856–1857 erschienen in 13 Nummern der Russischen Malerei-Bibliothek seine mit A. S. gekennzeichneten Briefe über die Kaiserliche Eremitage. 1857 unternahm er eine Reise nach Österreich, Deutschland, Italien und Frankreich. 1858 beteiligte er sich mit Studenten und Absolventen der Kaiserlichen Akademie der Künste an der Organisation der Kunstgesellschaft und entwarf eine Satzung. 1859 erschien sein Führer durch die Gemäldesammlung der Kaiserlichen Eremitage. 1859–1862 wurde in der Zeitschrift der Hauptverwaltung für Verkehr und öffentliche Gebäude Somows Übersetzung der Discorsi e dimostrazioni matematiche intorno a due nuove scienze attenenti alla meccanica e i movimenti locali Galileo Galileis ins Russische mit Somows Vorwort und Anmerkungen in Teilen gedruckt. In den 1860er Jahren studierte er das Gravieren bei J. D. Dmitrijew, einem Schüler Nikolai Iwanowitsch Utkins und bildete sich in Kunstgeschichte fort.
Von 1863 bis 1886 diente Somow in der Kaiserlichen Akademie der Wissenschaften als Geschäftsführer der Kanzlei der Konferenzen, als Übersetzer und ab 1871 als Assistent des Akademiesekretärs Konstantin Stepanowitsch Wesselowski. 1871 wurde er für die Entwicklung der Ätzradierung und sein Lehrbuch des Gravierens zum Freien Ehrenmitglied (ohne Lehrverpflichtung) der Kaiserlichen Akademie der Künste gewählt. Es folgte die Ernennung zum Kollegienassessor (8. Rangklasse). Im selben Jahr erschien der von Somow erstellte erste Band des Katalogs der Gemälde der Galerie der Akademie der Künste (der dritte Bank folgte 1886). Er war Gründungsmitglied der Gesellschaft der Ätzradierer (1871–1874). 1878 wurde er Vollmitglied der Kaiserlichen Gesellschaft zur Förderung der Künste, zu deren Komitee er ab 1880 gehörte. Bei der Weltausstellung Paris 1878 war er Kommissar der russischen Kunstabteilung. 1883–1889 war er Professor bei den Höheren Bestuschewskije kursy für Frauen und hielt eine Vorlesung über die Geschichte der Schönen Künste. Er veröffentlichte Studien über Karl Pawlowitsch Brjullow, Antoine Joseph Wiertz, Pawel Andrejewitsch Fedotow und Jelena Dmitrijewna Polenowa.
1886 wurde Somow infolge der Erkrankung des leitenden Kurators der Kaiserlichen Eremitage Ernst Kunik Senior-Kurator der Eremitage für die Abteilung für Gemälde, Zeichnungen und Gravuren. Er erstellte neben dem Gemäldekatalog der Eremitage den Gemäldekatalog für den Warschauer Łazienki-Palast. Nach der Erinnerung Albert Nikolajewitsch Benois’ waren Somows Wohnungswände dicht bedeckt mit Gemälden, meist Übernahmen ohne besonderen Wert, und Serien von Zeichnungen und Aquarellen Orest Adamowitsch Kiprenskis, Brjullows und Fedotows. Gern gab er Werke als Dankesgaben weiter. Ab 1891 arbeitete er bei der Herausgabe des Brockhaus-Efrons mit und redigierte die Abteilung der Schönen Künste. 1907 wurde er zum Geheimen Rat (4. Rangklasse) ernannt.
Somow war seit 1863 mit Nadeschda Konstantinowna geborene Lobanowa († 1906) verheiratet und hatte drei Kinder. Alexander (1867–1903) war Kunstwissenschaftler und bearbeitete im Finanzministerium Museumsangelegenheiten. Konstantin (1869–1939) war Maler und Grafiker. Anna (1873–1945) war Künstlerin.
Somow starb nach einem Verkehrsunfall, bei dem er auf dem Palastplatz bei der Eremitage von einer Equipage angefahren wurde. Er wurde auf dem St. Petersburger Nowodewitschi-Friedhof begraben.

## Ehrungen, Preise
- Russischer Orden der Heiligen Anna III. Klasse (1871), II. Klasse
- Kleiner Uwarow-Preis (1871) für den 1. Band des Katalogs der Gemälde der Galerie der Akademie der Künste
- Orden des Heiligen Wladimir
- Sankt-Stanislaus-Orden II. Klasse, I. Klasse
- Ritterkreuz der Ehrenlegion (1878)
- Ehrenbürger St. Petersburgs
- Offizierskreuz des Franz-Joseph-Ordens
- Kommandeur des Nordstern-Ordens
- Roter Adlerorden
- Goldene Uwarow-Medaille